# Harpageia
Harpageia (en grec antic Ἁρπαγεῖα) va ser el nom d'un districte entre Priapos o Cízic, a la boca del riu Granic a Mísia. Segons la tradició en aquest lloc Ganimedes va ser raptat pels déus.
Tucídides esmenta una ciutat de nom Harpagion, que no apareix mencionada per cap altre autor i és completament desconeguda.